# Jan Andreesen
Jan Andreesen (* 1980 in Wilhelmshaven) ist ein deutscher Schauspieler und Synchronsprecher.

## Leben
Jan Andreesen wuchs in Jever in Ostfriesland auf. Er machte seinen Zivildienst an einer Schule für verhaltensauffällige Kinder in Jever und studierte anschließend zunächst einige Semester Medienwissenschaften an der Universität Paderborn. Im dortigen Uni-Studententheater übernahm er die Titelrolle in Albert Camus’ Theaterstück Caligula.
Sein Schauspielstudium absolvierte er von 2003 bis 2007 an der Hochschule für Musik und Theater „Felix Mendelssohn Bartholdy“ in Leipzig. Während seiner Ausbildung gastierte er bereits in einigen Produktionen am Staatsschauspiel Dresden, wo er u. a. den Sebastian, das Alter Ego des Autors Klaus Mann, in einer Bühnenfassung des Mephisto-Romans und den Flieger Sun in Brechts Der gute Mensch von Sezuan spielte.
Nach seiner Ausbildung erhielt er ab der Spielzeit 2007/08 sein erstes Festengagement für zwei Jahre am Theater Bielefeld. Dort trat er u. a. als Diener Jean in Fräulein Julie auf, spielte in einem Brecht-Stück und stand in mehreren Literatur- und Filmadaptionen auf der Bühne. In der Spielzeit 2010/11 war er am Stadttheater Heidelberg, wo er mit der Rolle des zornigen jungen Bruders Cal in einer Bühnenfassung von Jenseits von Eden debütierte. Außerdem spielte er dort den älteren Sohn Biff in Tod eines Handlungsreisenden, Yilmaz in Gegen die Wand und Sascha, einen der Dorfpunks, in der gleichnamigen Produktion nach dem Roman von Rocko Schamoni.
Ab der Spielzeit 2011/12 war Jan Andreesen bis zum Ende der Spielzeit 2015/16 festes Ensemblemitglied im Schauspiel des Staatstheater Karlsruhe. Nach seinem Ausscheiden blieb er dort weiterhin mit einem Gastvertrag engagiert. Andreesen spielte in Karlsruhe zahlreiche Rollen des klassischen und modernen Theaterrepertoires, u. a. die Titelrolle in Philotas von Lessing (Spielzeit 2011/12), St. Just in Dantons Tod (2012–2018), Felix in Der einsame Weg (Spielzeit 2013/14), Mick in Richtfest von Lutz Hübner (2012–2018), Albert in Die Leiden des jungen Werthers (2013–2018), Demetrius in Ein Sommernachtstraum (Spielzeit 2014/15) und Leutnant Tusenbach in Drei Schwestern (Spielzeit 2015/16). In der Spielzeit 2013/14 verkörperte er den Sänger und Musiker Rio Reiser in der musikalischen Biografie Rio Reiser – König von Deutschland von Heiner Kondschak.
Weitere Theaterengagements hatte Andreesen am Theater Osnabrück (2017/18) und am Haus der Kulturen der Welt in Berlin.
Andreesen stand immer wieder auch in kleineren Rollen für Film- und Fernsehproduktionen vor der Kamera. In dem Märchenfilm Der Teufel mit den drei goldenen Haaren (2013) spielte er, an der Seite von Robert Besta, den Aufständischen Armin. Im ZDF-Dreiteiler Honigfrauen (2017) war er der West-Tourist Jochen, der Urlaub am Plattensee macht. Episodenrollen hatte er in den ZDF-Serien Die Rosenheim-Cops (2007, als tatverdächtiger eifersüchtiger Freund Max Boettner) und SOKO Leipzig (2019, als angeschossener Drogendealer René Makowski). In der 2. Staffel der Vorabendserie Die Heiland – Wir sind Anwalt (2020) übernahm er eine der Episodenrollen als Ex-Freund einer jungen Französin, die ihren Sohn, der angeblich als Baby bei der Geburt gestorben ist, sucht. In der 17. Staffel der ZDF-Serie Notruf Hafenkante (2023) war er in einer Episodenhauptrolle als Manager einer Fitness-Influencerin zu sehen. In der 3. Staffel der österreichischen Krimiserie SOKO Linz (2024) übernahm Andreesen eine Episodenhauptrolle als tatverdächtiger Museumskurator Dr. Gerhard Jandl.
Er arbeitet auch als Hörspielsprecher und ist intensiv als Synchronsprecher tätig. Er lieh seine Stimme u. a. Shazad Latif in der Fernsehserie Der dunkle Kristall: Ära des Widerstands und sprach Charaktere in den Serien Good Omens und The Rookie. 
Jan Andreesen lebt in Berlin.

## Filmografie (Auswahl)
- 2007: Die Rosenheim-Cops: Tödliche Tour  (Fernsehserie, eine Folge)
- 2010: Torten im Sand (Kurzfilm)
- 2012: Zappelphilipp (Fernsehfilm)
- 2013: Der Teufel mit den drei goldenen Haaren (Fernsehfilm)
- 2016: Die Reise mit Vater (Kinofilm)
- 2017: Honigfrauen (Fernsehfilm)
- 2018: Hackerville: Drei Neunen (Fernsehserie, eine Folge)
- 2019: SOKO Leipzig: Crystal (Fernsehserie, eine Folge)
- 2020: Die Heiland – Wir sind Anwalt: Tot oder lebendig (Fernsehserie, eine Folge)
- 2023: Notruf Hafenkante: Krankhaft schön (Fernsehserie, eine Folge)
- 2024: SOKO Linz: Schande (Fernsehserie, eine Folge)

Synchronrollen
- 2019: Kommissar Wisting (Fernsehserie) als Joachim Andresen